# Hochstetten-Dhaun
Hochstetten-Dhaun és un municipi al districte de Bad Kreuznach, a Renània-Palatinat, Alemanya. Es troba a la vall del riu Nahe, entre el Hunsrück al nord i el Palatinat al sud. Tant per superfície com per població, Hochstetten-Dhaun és el segon municipi més gran de la zona.

## Llocs d'interès
- Església evangèlica a Kirchstraße 3 - edifici de gres de 1866/1867.
- Portal renaixentista amb claraboia a la Hauptstraße 39, dels volts de 1600
- Portal renaixentista del 1567 a Hauptstraße 41.
- Església evangèlica a Brunnengasse - edifici de gres, 1864
- Església evangèlica a Kirner Straße 12 - antiga casa cervesera, essencialment barroca, del segle xviii, que es va reformar al classicisme a principis del segle xix
- Castell (zona monumental) - esmentat el 1215 com a castell, ampliat el 1729 per convertir-lo en un castell residencial, enderrocat el 1804 i anys següents, conversió de la part exterior en un jardí anglès ; complex interior de la sala amb ruïna de la capella de Sant Jordi (Georgskapelle de 1608), porta d'entrada superior (1526), ala nord (1729, ampliada el 1971–1977); gran saló reconstruït i modificat; dues torretes; a la paret de la sala un lleó heràldic, del segle xviii.

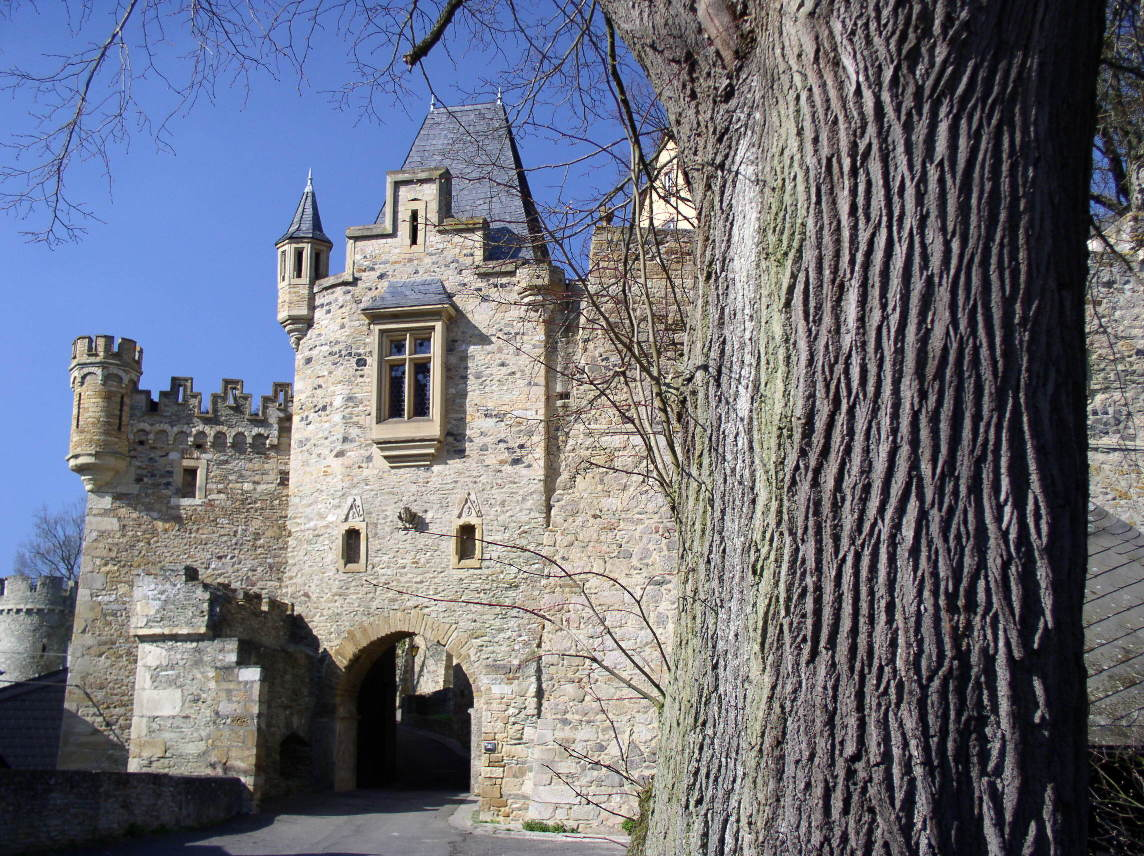
Portal d'entrada del 1850